# Sommer-Universiade 2017/Wasserspringen
Bei der Sommer-Universiade 2017 wurden vom 20. bis 27. August 2017 insgesamt 12 Wettbewerbe im Wasserspringen durchgeführt.

## Ergebnisse Männer

### Kunstspringen 1 m
| Platz | Name                | Nation             | Punkte |
| ----- | ------------------- | ------------------ | ------ |
| 1     | Kim Yeongnam        | Südkorea           | 453,00 |
| 2     | Briadam Herrera     | Vereinigte Staaten | 449,25 |
| 3     | Jewgeni Kusnezow    | Russland           | 434,20 |
| 4     | Woo Ha-ram          | Südkorea           | 423,95 |
| 5     | Jahir Angel Ocampo  | Mexiko             | 410,50 |
| 6     | Giovanni Tocci      | Italien            | 402,15 |
| 7     | Oleh Kolodij        | Ukraine            | 391,05 |
| 8     | Rodrigo Diego López | Mexiko             | 385,00 |

### Kunstspringen 3 m
| Platz | Name             | Nation      | Punkte |
| ----- | ---------------- | ----------- | ------ |
| 1     | Ilja Sacharow    | Russland    | 533,00 |
| 2     | Jewgeni Kusnezow | Russland    | 500,75 |
| 3     | Giovanni Tocci   | Italien     | 489,40 |
| 4     | Oleh Kolodij     | Ukraine     | 464,25 |
| 5     | Woo Ha-ram       | Südkorea    | 453,95 |
| 6     | Haruki Suyama    | Japan       | 453,85 |
| 7     | Yeongnam Kim     | Südkorea    | 453,35 |
| 8     | Lars Rüdiger     | Deutschland | 453,15 |

### Turmspringen
| Platz | Name                      | Nation             | Punkte |
| ----- | ------------------------- | ------------------ | ------ |
| 1     | Ri Hyun-ju                | Nordkorea          | 491,20 |
| 2     | David Dinsmore            | Vereinigte Staaten | 476,40 |
| 3     | Kim Yeongnam              | Südkorea           | 473,85 |
| 4     | Alexander Bondar          | Russland           | 471,70 |
| 5     | Woo Ha-ram                | Südkorea           | 460,85 |
| 6     | Jose Diego Balleza Isaias | Mexiko             | 447,95 |
| 7     | Nikita Schleicher         | Russland           | 434,75 |
| 8     | Kazuki Murakami           | Japan              | 402,60 |

### Synchronspringen 3 m
| Platz | Namen                                  | Nation             | Punkte |
| ----- | -------------------------------------- | ------------------ | ------ |
| 1     | Ilja Sacharow / Jewgeni Kusnezow       | Russland           | 428,07 |
| 2     | Woo Ha-ram / Kim Yeongnam              | Südkorea           | 417,93 |
| 3     | Gabriele Auber / Lorenzo Marsaglia     | Italien            | 387,12 |
| 4     | Oleksandr Horschkowosow / Oleh Kolodij | Ukraine            | 383,79 |
| 5     | Dashiell Enos / Henry Fusaro           | Vereinigte Staaten | 383,46 |
| 6     | Adan Zuniga / Rodrigo Diego López      | Mexiko             | 383,37 |
| 7     | Andrzej Rzeszutek / Kacper Lesiak      | Polen              | 353,40 |
| 8     | Frithjof Seidel / Nico Herzog          | Deutschland        | 348,18 |

### Synchronspringen 10 m
| Platz | Namen                                          | Nation    | Punkte |
| ----- | ---------------------------------------------- | --------- | ------ |
| 1     | Roman Ismailow / Nikita Schleicher             | Russland  | 411,99 |
| 2     | Hyon Il-myong / Ri Hyun-ju                     | Nordkorea | 410,70 |
| 3     | Woo Ha-ram / Kim Yeongnam                      | Südkorea  | 391,26 |
| 4     | Oleksandr Horschkowosow / Maxym Dolhow         | Ukraine   | 385,71 |
| 5     | Jahir Angel Ocampo / Jose Diego Balleza Isaias | Mexiko    | 376,44 |
| 6     | Wladimir Harutjunjan / Asat Harutjunjan        | Armenien  | 358,74 |

### Mannschaftsspringen
| Platz | Nation             | Punkte  |
| ----- | ------------------ | ------- |
| 1     | Russland           | 3592,71 |
| 2     | Südkorea           | 3392,00 |
| 3     | Mexiko             | 3337,86 |
| 4     | Vereinigte Staaten | 2951,87 |
| 5     | Ukraine            | 2787,77 |
| 6     | Deutschland        | 2421,12 |
| 7     | Italien            | 2027,99 |
| 8     | Nordkorea          | 1737,47 |

## Ergebnisse Frauen

### Kunstspringen 1 m
| Platz | Name               | Nation             | Punkte |
| ----- | ------------------ | ------------------ | ------ |
| 1     | Dolores Hernández  | Mexiko             | 278,70 |
| 2     | Choe Un-gyong      | Nordkorea          | 271,35 |
| 3     | Louisa Stawczynski | Deutschland        | 268,15 |
| 4     | Marija Poljakowa   | Russland           | 267,70 |
| 5     | Arantxa Chávez     | Mexiko             | 265,70 |
| 6     | Kim Su-ji          | Südkorea           | 256,35 |
| 7     | Michal Bower       | Vereinigte Staaten | 255,95 |
| 8     | Jana Rother        | Deutschland        | 240,70 |

### Kunstspringen 3 m
| Platz | Name                 | Nation             | Punkte |
| ----- | -------------------- | ------------------ | ------ |
| 1     | Arantxa Chávez       | Mexiko             | 327,85 |
| 2     | Brooke Schultz       | Vereinigte Staaten | 323,05 |
| 3     | Kim Su-ji            | Südkorea           | 309,90 |
| 4     | Wiktorija Kessar     | Ukraine            | 306,50 |
| 5     | Ashley McCool        | Kanada             | 289,05 |
| 6     | Anastassija Nedobiha | Ukraine            | 288,70 |
| 7     | Jelena Tschernych    | Russland           | 287,85 |
| 8     | Yuka Mabuchi         | Japan              | 274    |

### Turmspringen
| Platz | Name                | Nation             | Punkte |
| ----- | ------------------- | ------------------ | ------ |
| 1     | Kim Kuk-hyang       | Nordkorea          | 350,55 |
| 2     | Kim Un-hyang        | Nordkorea          | 335,25 |
| 3     | Celina Toth         | Kanada             | 329,20 |
| 4     | Elaena Dick         | Kanada             | 310,80 |
| 5     | Brittany O’Brien    | Australien         | 307,20 |
| 6     | Julija Timoschinina | Russland           | 306,45 |
| 7     | Hanna Krasnoschlyk  | Ukraine            | 297,50 |
| 8     | Olivia Rosendahl    | Vereinigte Staaten | 279,50 |

### Synchronspringen 3 m
| Platz | Namen                                    | Nation             | Punkte |
| ----- | ---------------------------------------- | ------------------ | ------ |
| 1     | Arantxa Chávez / Melany Hernández        | Mexiko             | 290,22 |
| 2     | Kim Na-mi / Kim Su-ji                    | Südkorea           | 280,89 |
| 3     | Marija Poljakowa / Jelena Tschernych     | Russland           | 270,30 |
| 4     | Brooke Schultz / Alison Gibson           | Vereinigte Staaten | 268,17 |
| 5     | Kim Un-hyang / Choe Un-gyong             | Nordkorea          | 266,16 |
| 6     | Luana Moreira / Tammy Galera             | Brasilien          | 265,02 |
| 7     | Anastassija Nedobiha / Diana Schelestjuk | Ukraine            | 254,40 |
| 8     | Louisa Stawczynski / Saskia Oettinghaus  | Deutschland        | 253,86 |

### Synchronspringen 10 m
| Platz | Namen                                    | Nation     | Punkte |
| ----- | ---------------------------------------- | ---------- | ------ |
| 1     | Kim Kuk-hyang / Kim Un-hyang             | Nordkorea  | 303,54 |
| 2     | Emily Meaney / Brittany O’Brien          | Australien | 297,84 |
| 3     | Julija Tichomirowa / Julija Timoschinina | Russland   | 263,07 |
| 4     | Haruka Enomoto / Hana Kaneto             | Japan      | 231,96 |
| 5     | Paola Flaminio / Flavia Pallotta         | Italien    | 226,02 |
| 6     | Sut In Leong / Sut Chan Leong            | Macau      | 187,74 |

### Mannschaftsspringen
| Platz | Nation             | Punkte  |
| ----- | ------------------ | ------- |
| 1     | Nordkorea          | 2696,72 |
| 2     | Russland           | 2519,99 |
| 3     | Japan              | 2266,55 |
| 4     | Mexiko             | 2091,22 |
| 5     | Vereinigte Staaten | 2016,06 |
| 6     | Südkorea           | 1935,58 |
| 7     | Deutschland        | 1891,93 |
| 8     | Ukraine            | 1860,32 |

## Ergebnisse Mixed

### Synchronspringen 3 m
| Platz | Namen                                    | Nation             | Punkte |
| ----- | ---------------------------------------- | ------------------ | ------ |
| 1     | Adan Emidio / Arantxa Chávez             | Mexiko             | 302,01 |
| 2     | Stanislaw Olifertschyk / Wiktorija Kesar | Ukraine            | 284,64 |
| 3     | Laura Bilotta / Gabriele Auber           | Italien            | 277,14 |
| 4     | Grayson Campbell / Meghan O’Brien        | Vereinigte Staaten | 274,20 |
| 5     | Kazuki Murakami / Haruka Enomoto         | Japan              | 267,18 |
| 6     | Marija Poljakowa / Wiktor Minibajew      | Russland           | 266,49 |
| 7     | Jana Rother / Frithjof Seidel            | Deutschland        | 265,20 |
| 8     | Kim Na-mi / Kim Yeongnam                 | Südkorea           | 263,82 |

### Synchronspringen 10 m
| Platz | Namen                                        | Nation             | Punkte |
| ----- | -------------------------------------------- | ------------------ | ------ |
| 1     | Kim Kuk-hyang / Hyon Il-myong                | Nordkorea          | 336,78 |
| 2     | Nikita Schleicher / Julija Timoschinina      | Russland           | 297,84 |
| 3     | Joseph Law / Olivia Rosendahl                | Vereinigte Staaten | 269,52 |
| 4     | Brittany O’Brien / Nicholas Jeffree          | Australien         | 264,54 |
| 5     | Kieu Trang Duong / Alexander Lube            | Deutschland        | 260,88 |
| 6     | Diego Garcia de la Fuente / Daniela Zambrano | Mexiko             | 249,78 |

### Mannschaftsspringen
| Platz | Namen                                          | Nation             | Punkte |
| ----- | ---------------------------------------------- | ------------------ | ------ |
| 1     | Oleksandr Horschkowosow / Anastassija Nedobiha | Ukraine            | 398,90 |
| 2     | Tyler Henschel / Celina Toth                   | Kanada             | 362,80 |
| 3     | Lars Rüdiger / Kieu Trang Duong                | Deutschland        | 353,15 |
| 4     | Jose Diego Balleza Isaias / Arantxa Chávez     | Mexiko             | 351,30 |
| 5     | Haruki Suyama / Haruka Enomoto                 | Japan              | 348,30 |
| 6     | Woo Ha-ram / Kim Su-ji                         | Südkorea           | 347,85 |
| 7     | Alexander Bondar / Jekaterina Nekrassowa       | Russland           | 337,05 |
| 8     | David Dinsmore / Alison Gibson                 | Vereinigte Staaten | 324,05 |